# Critérios de Alzheimer NINCDS-ADRDA

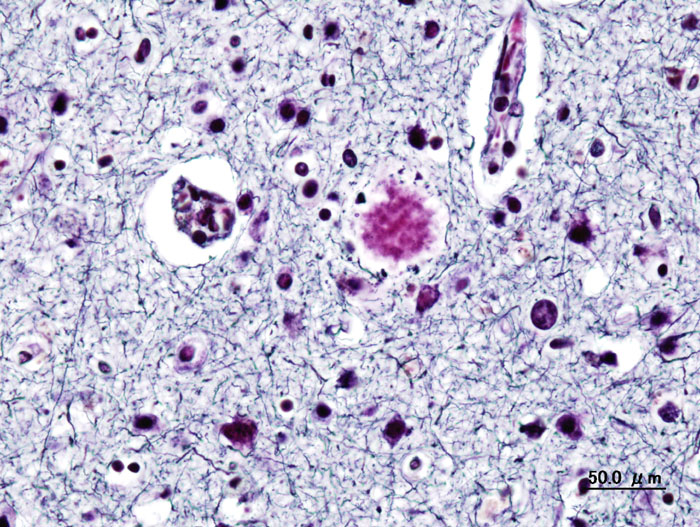
Confirmação histopatológica de um caso pré-senil de doença de Alzheimer.

Os critérios de Alzheimer NINCDS-ADRDA são um conjunto de critérios para o diagnóstico da doença de Alzheimer. Foram propostos em 1984 pelo National Institute of Neurological and Communicative Disorders and Stroke (NINCDS) e pela Alzheimer's Disease and Related Disorders Association e estão entre os mais usados internacionalmente. Estes critérios determinam que a presença de défice cognitivo e a suspeita de uma síndrome de demência devam ser confirmadas por exames neuropsicológicos antes de poder determinar um diagnóstico clínico de possível ou provável Alzheimer. Os critérios determinam também que o diagnóstico definitivo só pode ser confirmado através de um exame histopatológico (análise microscópica do tecido cerebral). Especificam também oito domínios cognitivos que podem ser afetados pela doença de Alzheimer.

## Critérios
- Doença de Alzheimer confirmada: O paciente enquadra-se nos critérios para probabilidade de Alzheimer e apresenta evidências histopatológicas de Alzheimer através de autópsia ou biópsia.
- Doença de Alzheimer provável: Demência determinada por exames clínicos e neuropsicológicos. Os défices cognitivos também devem ser progressivos e estar presentes em duas ou mais áreas cognitivas. O aparecimento dos défices ocorreu entre os 40 e 90 anos de idade. Não devem também existir outras doenças capazes de produzir uma síndrome de demência.
- Doença de Alzheimer possível: Existe síndrome de demência de aparecimento, manifestação ou progressão atípicas, de etiologia desconhecida, e sem a suspeita de comorbidades capazes de estar na sua origem.
- Doença de Alzheimer improvável: O paciente apresenta síndrome de demência com aparecimento súbito, sinais neurológicos focais, ataques ou transtornos no caminhar durante o início da doença.

## Domínios cognitivos
Os critérios NINCDS-ADRDA especificam oito domínios cognitivos que podem apresentar deficiências na doença de Alzheimer: memória, linguagem, perceção, atenção, capacidades construtivas, orientação, resolução de problemas e capacidades funcionais.